# 乌脸唐纳雀属
乌脸唐纳雀属（学名：Mitrospingus）是唐纳雀科下的一个属。

## 下属物种
本属包括以下物种：
- 乌脸唐纳雀 Mitrospingus cassinii (Lawrence, 1861)
- 绿背唐纳雀 Mitrospingus oleagineus (Salvin, 1886)